# تیفون مائمی

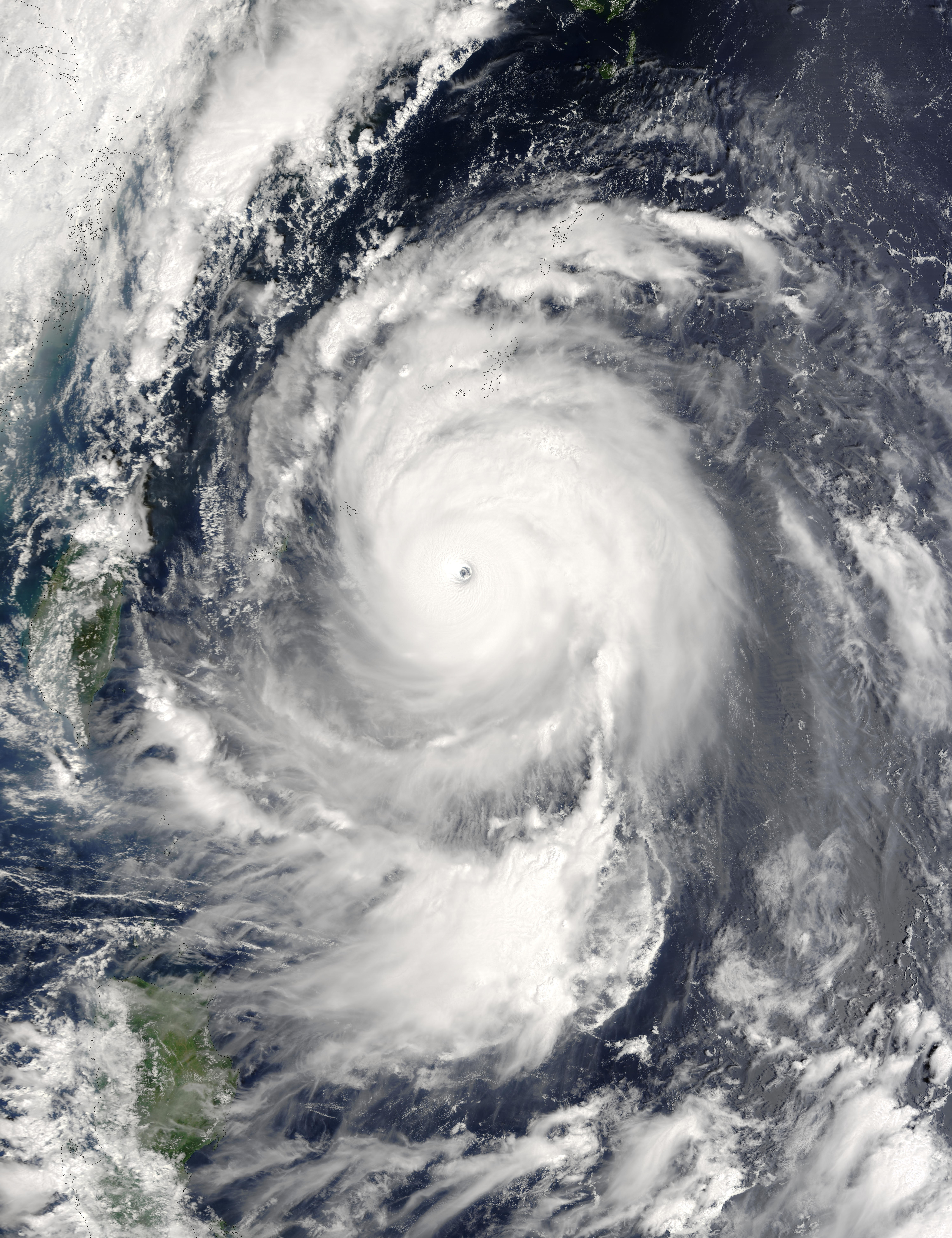
طوفان مائمی

تیفون مائمی(به انگلیسی: Typhoon Maemi) (کدبندی بین‌المللی: 0314، کدبندی JTWC: 15W) یک تیفون بود که در کره جنوبی ۱۱۵ کشته به جای گذاشت و در سال ۲۰۰۳ اتفاق افتاد.